# Tai Tuivasa
Tai Tuivasa, född 16 mars 1993 i Sydney, är en australisk MMA-utövare sedan 2017 tävlar i organisationen Ultimate Fighting Championship. Efter tre förluster i rad inom organisationen valde UFC dock att släppa honom 2020, men till UFC 254 samma år var han tillbaka i organisationen och gick segrande ur det mötet mot Stefan Struve.